# Buntalan (Klaten Tengah)
Buntalan is een bestuurslaag in het regentschap Klaten van de provincie Midden-Java, Indonesië. Buntalan telt 3725 inwoners (volkstelling 2010).